# Sutorina
Sutorina (serbisch-kyrillisch Суторина. historisch italienisch Suigno) ist ein Dorf im Westen von Montenegro. Es gehört politisch zur Gemeinde Herceg Novi. Sutorina hat 670 Einwohner (Stand 2011).

## Geschichte

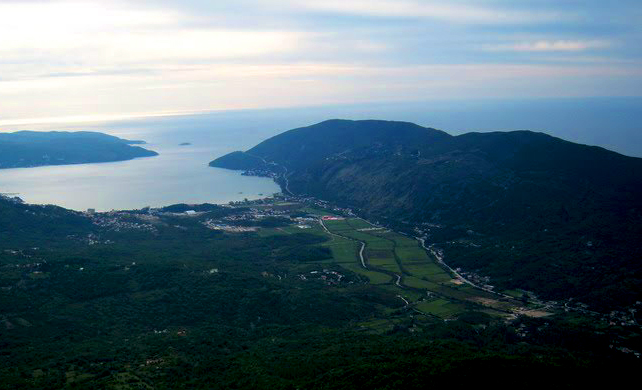
Igalo und Sutorina, Kap Kobila (rechts am Riedel die heutige kroatisch-montenegrinische Grenze)

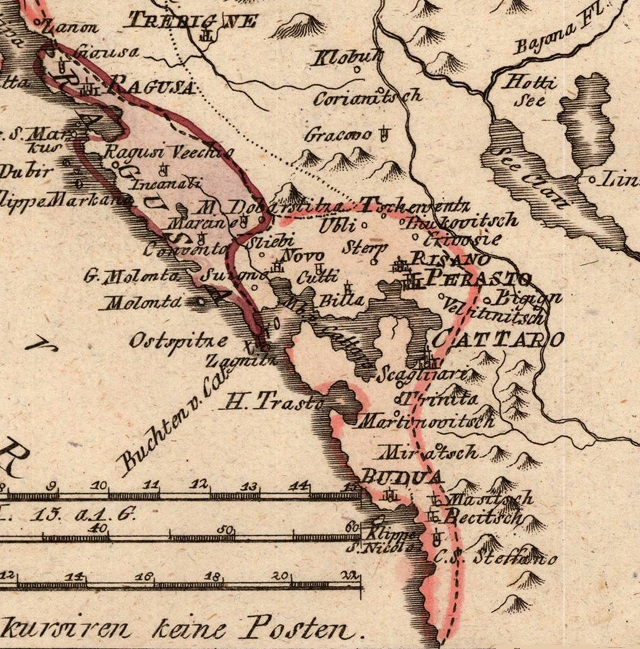
Karte von Ragusa und Cattaro zur Venetianerzeit (Reilly, 1789); Suigno = Sutorina

Sutorina gehörte im Mittelalter zu dem Stadtstaat Ragusa. Am 26. Januar 1699 übergab die Republik zwei Küstenstreifen an das Osmanische Reich, um sich vor einem weiteren Vordringen der Venezianer auf dem Landweg zu schützen: Im Nordwesten die Küstenstadt Neum, die heute zu Bosnien und Herzegowina gehört, und Sutorina. Sutorina gehörte bis zur Annexion Herzegowinas durch Österreich-Ungarn zum Osmanischen Reich. Nach dem Ersten Weltkrieg gehörte es zum Königreich Jugoslawien.
Nach dem Zweiten Weltkrieg war es kurzzeitig ein Teil der neu gegründeten Sozialistischen Republik Bosnien und Herzegowina innerhalb der Sozialistischen Föderativen Republik Jugoslawien und bildete neben Neum den einzigen Meereszugang der Teilrepublik. 1947 wurde Sutorina an die Nachbarrepublik Montenegro übertragen. Bosnien und Herzegowina erhielt im Gegenzug montenegrinische Gebiete östlich des Flusses Sutjeska.
Sutorina ist heute ein Teil des unabhängigen Staates Montenegro, jedoch gab es Bestrebungen in Bosnien und Herzegowina, Sutorina zurückzufordern. Der Streit endete im Sommer 2015 mit der Unterzeichnung eines Grenzvertrages.

## Bevölkerung
Laut der Volkszählung 2003 ist Sutorina mehrheitlich von Serben bewohnt.
| Ethnische Zusammensetzung Sutorina | Ethnische Zusammensetzung Sutorina | Ethnische Zusammensetzung Sutorina | Ethnische Zusammensetzung Sutorina | Ethnische Zusammensetzung Sutorina |
| ---------------------------------- | ---------------------------------- | ---------------------------------- | ---------------------------------- | ---------------------------------- |
| Ethnie                             |                                    |                                    | Prozent                            |                                    |
| Serben                             | Serben                             |                                    | 66,22 %                            | 66,22 %                            |
| Montenegriner                      | Montenegriner                      |                                    | 21,7 %                             | 21,7 %                             |
| Kroaten                            | Kroaten                            |                                    | 0,82 %                             | 0,82 %                             |
| Jugoslawen                         | Jugoslawen                         |                                    | 0,32 %                             | 0,32 %                             |
| Andere                             | Andere                             |                                    | 10,84 %                            | 10,84 %                            |
| Laut Volkszählung 2003             |                                    |                                    |                                    |                                    |